# !!! (együttes)
A !!! (IPA: /tʃk.tʃk.tʃk/) 1996-ban, a kaliforniai Sacramentóban alakult amerikai együttes. Főleg dance punkot játszanak, de jelen vannak az indie rock műfajában is. Tagok: Nic Offer, Mario Andrioni, Dan Gorman, Paul Quattrone és Rafael Cohen. Érdekes nevüket az Istenek a fejükre estek c. filmből kölcsönözték. Az együttes tagjai elmondták, hogy "csk csk csk"-nek kell ejteni a nevüket. Fennállásuk alatt 7 nagylemezt jelentettek meg.

## Diszkográfia

### Stúdióalbumok
- !!! (2001)
- Louden Up Now (2004)
- Myth Takes (2007)
- Strange Weather, Isn't It? (2010)
- THR!!!ER (2013)
- As If (2015)
- Shake the Shudder (2017)
- Wallop (2019)
- Let It Be Blue (2022)